# 坊さん弁護士・郷田夢栄
『坊さん弁護士・郷田夢栄』（ぼうさんべんごし・ごうだむえい）は、テレビ東京・BSジャパン共同制作の2時間ドラマ「女と愛とミステリー」（毎週水曜日20:54 - 22:48）で2003年から2004年まで放送された弁護士ドラマシリーズ。全2回。
弁護士の資格を持つ住職が、殺人事件の謎を解くと同時に、仏の心で依頼者の心の闇に光を照らしていく。

## キャスト

### レギュラー
- 郷田夢栄（正福寺副住職・開店休業中の弁護士） - 萩原健一
- 水原緑（美術雑誌の編集者） - 宮本真希
- 郷田妙子（夢栄の妻・10年前、夢栄がインド修行中に癌で死去） - ひがし由貴（第2作）
- 郷田円真（正福寺住職・保護司・夢栄の父） - 加藤武

### ゲスト
第1作「17才の殺人者」（2003年）
- 田代圭介（商社マン・夢栄の友人）- 潮哲也
- 田代多佳子（圭介の妻）- 高樹澪
- 田代稔（圭介の息子・殺人事件被疑者）- 浅利陽介
- 田代春恵（稔の妹）- 稲坂亜里沙
- 岩井（池袋南署 捜査係長） - 石井愃一
- 藤崎清三（殺人被害者）- 加藤善博
- 山本直江（ホステス）- 岡本夏生
- タケさん（川沿いのホームレスの親玉）- 河原さぶ
- 輪島正太郎（ヤクザ系貿易会社社長）- 清水綋治
- 相場徳治（輪島の部下） - 新藤栄作
- 小針靖男（稔のダチ） - 郭智博
- 池袋南署署長 - 坂田雅彦
- （「よつば愛育園」園長） - 北村昌子
- 有薗芳記、黒沼弘己、津田三七子、ト字たかお　ほか

第2作「被告席に立つ女」（2004年）
- 高須真也子（クラブホステス・殺人事件被疑者） - 白都真理
- 浜山良一（「浜山病院」理事長） - 石濱朗
- 小曾根元（「小曾根病院」院長） - 片桐竜次
- 持田孝太郎（「小曾根病院」医師・殺人被害者） - 潮見諭
- 相川美麗（持田の恋人・看護師） - 今村恵子
- 川上警部（新宿西署 刑事係長） ‐ 深水三章
- 山下公人（高須真也子の元夫）‐ 荒井紀人
- 山下雅代（公人の後妻）‐ 安永亜衣
- （クラブ「シャネル」のママ・真也子の高校時代の友人）‐ 栗田よう子
- 検事 - 石原良純
- 裁判長 - 常泉忠通
- 小曾根病院の看護師 ‐ 川俣しのぶ
- 小曾根病院の掃除婦 ‐ 大島蓉子
- 小曾根病院の薬剤師 ‐ 梅田凡乃
- 横浜明愛病院の受付 ‐ 佐藤和津恵（現：佐藤和枝）
- 持田のマンションの管理人 - 星ルイス
- 無料法律相談所の弁護士 - 寺杣昌紀
- 山根杉政 - 白井圭太
- 山根茜 - 新妻さとこ
- 橋野恭太の母 - 野口ふみえ
- 橋野恭太の兄 - 寺門ジモン
- 森川とき（正福寺の家政婦） - 山田昌
- 小檜山雄晶､堀部隆一、大和波路、矢崎文也、古澤龍之、秋山孝弘、仲村恭教、大沢直樹、谷口龍、東郷正次

## スタッフ
- 脚本 - 吉田弥生（1）、塚本隆文（2）
- 演出 - 大原誠
- 劇中油絵 - 柳川淳子
- 殺陣：二家本辰己
- 技術協力：フォーチュン
- 美術協力：KHKアート
- 編集・MA：3one
- プロデュース - 杉村治司
- 制作 - テレビ東京、BSジャパン、テレパック

## 放送日程
| 話数 | 放送日        | サブタイトル   | 原作                 | 脚本     | 演出   |
| ---- | ------------- | -------------- | -------------------- | -------- | ------ |
| 1    | 2003年1月29日 | 17才の殺人者   | 結城昌治「幻影の絆」 | 吉田弥生 | 大原誠 |
| 2    | 2004年7月07日 | 被告席に立つ女 | 小杉健治「殺意の川」 | 塚本隆文 | 大原誠 |